# 黃大元
黃大元，字鼎三，直隸懷安縣李信屯人。清朝武狀元。
咸豐八年（1858年）武舉亞元，同治二年（1863年）癸亥科武會試，黃大元中式會元，殿試一甲第一名，成武狀元，授官頭等侍衛。

## 外部連結
- 黃大元 （页面存档备份，存于） 世紀人物